# 哈罗盖特女子学院
哈罗盖特女子学院（英語：Harrogate Ladies' College）是英国一間寄宿制和全日制私立女校，學生人數約350人。该校位于英格兰北约克郡，招收10至18岁的女生。

## 设施
哈罗盖特女子学院的教学设施全都集中在校园内部——如室内游泳池、网球场等。
生活设施主要有几幢寝室楼，其中寝室楼专为高年级学生设计，与英国大学的寝室楼相似。所有的寝室楼里都配有单人间或双人间、配有電視的休息室以及沏茶或泡咖啡的设施。

## 历史
学院建於1880年代，初為一所男校。但隨著女生人數上升，該校於1893年設立女校部。隨後數年，女校部發展一日千里，男校部卻收生不足以致倒閉。1904年，女校搬入现在的校址。
1939年至1945年二次大戰期间，学校撤至，二战后又搬回现校址。
1950年代，学校扩建，新增图书馆、科学楼和体操馆。之后学校又修建了体育馆（二十世纪八十年代）、美术室和附属小学。旁边的几所房子被用作寝室楼。目前，教学楼占地、操场、网球场、寝室楼和花园共约11万平方米。

## 外部連結
- 官方網頁（页面存档备份，存于）（英文）